# コップ座ベータ星
コップ座β星（コップざベータせい、β Crateris、β Crt）は、コップ座にある連星である。見かけの等級は4.46と、肉眼でみることができる明るさである。年周視差に基づいて計算した太陽からの距離は、約296光年である。

## 経緯
コップ座β星は、20世紀の初めには散発的に分光観測が行われ、1928年にはリック天文台のキャンベルとムーアによって、視線速度が変化しているとまとめられた。
その後はあまり観測されることがなかったが、1991年にROSATの全天掃天観測から、コップ座β星の位置にX線と極端紫外線が検出され、他の波長域でのコップ座β星の観測結果との照合から、そこに白色矮星があると結論付けられ、コップ座β星が連星であるとの認識が強くなった。同時に、測定された視線速度の最大値と最小値から、公転周期の上限は20.1日と計算された。
ところが、後の観測ではこの公転周期に見合う期間に視線速度が変化していないことが示され、連星であることに疑問が持たれた。その後、時間を置いた観測によって異なる視線速度が測定されたことで、視線速度が変化していることは間違いないとされ、更にはヒッパルコス衛星による観測で、小さいながら単独星とは考えられない固有運動の変動が検出されたため、やはり連星であると考えられるようになっている。

## 星系
可視光で観測できる4.5等級の恒星（コップ座β星A）は、スペクトル型がA1 IIIに分類されるA型巨星である。かつては、コップ座β星Aは分光標準星としても利用されており、その際にはA2 IV型の準巨星とされていた。コップ座β星Aの化学組成は、概ね太陽と似ているが、いくつかの元素では欠乏／過剰がみられ、特にバリウムが多いことが目立っている。この特性は、かつて連星の対となる天体からこの恒星に質量移動が起こった結果ではないかと考えられている。
白色矮星（コップ座β星B）は、DA型に分類され、表面温度は約36,900K、質量は太陽の43%程度、白色矮星となってから400万年程度経過したとみられる。この質量は、コップ座β星Bがコップ座β星Aと連星であるとすれば、一般的な進化理論では説明できないほど低い。ここまで低質量だと、通常は太陽の3倍程の質量を持つA型星よりも先に進化するとは考えられない。そのためどこかの段階で、コップ座β星Bの前駆天体の外層がはぎとられてコップ座β星Aへと移動するなどして、コップ座β星Bは大幅に質量を減らすと共に進化を加速させた、と考えられている。
コップ座β星の公転周期は、ヒッパルコスによる固有運動の変動を元に、およそ10年以内と見積もられた。また、ハッブル宇宙望遠鏡の広視野惑星カメラ2による観測で、コップ座β星Bが分解できなかったことから、軌道長半径は9.3au以下であると推定される。その後、新たな視線速度分析から、公転周期はおよそ6年と考えられるようになった。公転周期が3年を超えるような、低質量白色矮星を含む連星というのも、従来の進化理論ではうまく説明できず、コップ座β星系は元々、極端な楕円軌道をとっていたか、多重連星系であった可能性も指摘されている。

## 名称
ベドウィンの伝統では、アルファルド（うみへび座α星）とからす座の間にある星々はal-sharāsīf (ألشراسيف) 、つまり「肋軟骨」或いは「鎖につながれたラクダ」を意味する名前で認識されていた。この言い伝えを採録したアッ・スーフィーは、うみへび座の10星（κ星、υ1星、υ2星、μ星、φ星、ν星、 χ1星、ξ星、ο星、β星）とコップ座β星が、al-sharāsīfであると同定している。ジェット推進研究所の技術報告に掲載された“A Reduced Catalog Containing 537 Named Stars”では、Al Sharasifという名称が2つの恒星に付与され、コップ座β星はAl Sharasif II、うみへび座κ星がAl Sharasif Iとなっている。
中国では、コップ座β星は翼宿（拼音: Yì Sù）という星官を、コップ座α星、γ星、ζ星、λ星、うみへび座ν星、コップ座η星、δ星、ι星、κ星、ε星、HD 95808、HD 93833、コップ座θ星、HD 102574、HD 100219、HD 99922、HD 100307、HD 96819、うみへび座χ1星、HD 102620、HD 103462と共に形成する。コップ座β星自身は、翼宿十六（拼音: Yì Sù shíliù）つまり翼宿の16番星と呼ばれる。